# Seborga Hercegség zászlaja

A mikronemzet zászlaja

Seborga zászlaja tizennyolc, váltakozva fehér és kék színű vízszintes sávból áll, amelyhez a rúdrészen egy fehér függőleges sáv kapcsolódik. Ezen helyezték el a címerpajzsot és a felett a hercegi koronát.
A zászlót alkotó két szín történelmi időkre megy vissza. Mivel a Seborga Hercegség, történelmi elődjének jogutódaként tekint magára, ezért annak színeit vette fel állami zászlajában. A történelmi seborgai lobogót egy, a bal felső sarkából a jobb alsó sarkába mutató diagonális vonal felezte ketté, mely elválasztotta egymástól a kék és a fehér színeket. Nincsenek biztos források a színek jelentését illetőleg, valószínűleg a ciszterci rendre utalhat a kék szín.
1963-ban I. György herceg vezetése alatt kikiáltották a hercegséget Seborgában. 1995. április 23-án népszavazást rendeztek a városban, a részt vevők 98%-a a függetlenség mellett szavazott. Ebben az időben választják meg ismét I. Györgyöt és fogadják el az első zászlót.

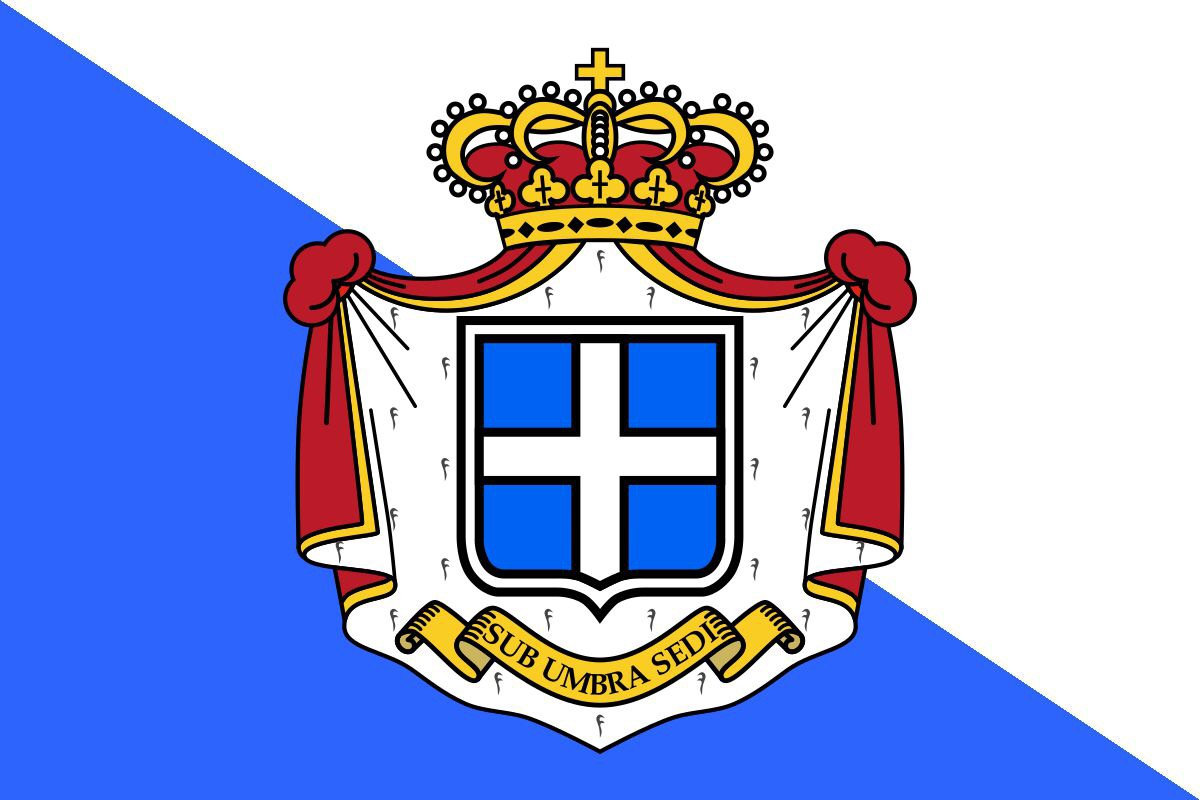
Az 1995-1997-ig használt zászló

Ez a történelmi zászlóra épül, a diagonálisan felezett lobogó közepére az új seborgai címer illesztik (lásd Seborga címere). Ez a zászló 1997-ig volt használatban, amikor felváltotta a ma is használt tizenhétcsíkos változat.

A történelmi zászló